# Брандт, Генрих (математик)
Генрих Брандт (нем. Heinrich Brandt) (* 8 ноября 1886, Фойдинген; † 9 октября 1954, Галле)) — немецкий математик, разработавший концепцию магмы (которую он назвал группоидом) в 1926 году.

## Биография и научная деятельность
Брандт был сыном директора начальной школы, учился в Гёттингенском университете, где в 1909 году стал членом студенческой корпорации Вингольф (Wingolf). В 1910-1913 годах продолжил обучение в Страсбургском университете, где в 1910 году, будучи членом студенческой корпорации, вливается в объединение Вингольф Страсбурга и Аргентины. В 1912 году Брандт под руководством Генриха Вебера защитил диссертацию «О составе четвертичных квадратичных форм», получил докторскую степень, а через год сдал экзамен на высшую преподавательскую должность (математика, физика, ботаника, зоология). В том же году он устроился на краткосрочную должность ассистента в университет Карлсруэ, но вскоре должен был призван на военную службу. Тяжело раненный и с ампутированной ногой, он был уволен из армии в 1916 году и награждён Железным крестом II степени.
В 1917 году Брандт вернулся в университет Карлсруэ и получил там хабилитат по математике и механике. В 1921 году его пригласили в Рейнско-Вестфальский технический университет Ахена, где он получил должность профессора начертательной геометрии и геометрии положения (Geometrie der Lage). Однако основными направлениями его научной работы были теория композиции четверичных квадратичных форм, билинейное преобразование четверичных квадратичных форм и теория чисел кватернионов. В 1930 году он перешёл в университет Галле, где ему была предложена кафедра математики. В 1932 году Брандт был избран членом Академии Леопольдины.
В нацистскую эпоху Брандт был вспомогательным членом СС и других национал-социалистических организаций. Он оставался в Галле до выхода на пенсию в 1950 году и был временно избран деканом после Второй мировой войны. С 1949 года он был действительным членом Саксонской академии наук. Даже после выхода на пенсию он продолжал преподавать в Галле до своей смерти в 1954 году.
Среди его известных учеников-докторантов числился Мартин Айхлер, который продолжил работу Брандта по теории чисел кватернионов.
Брандт был женат на Еве-Марии, дочери профессора зоологии из Галле Ульриха Герхардта.

## Публикации учёного
- Brandt, Heinrich: Über das quadratische Reziprozitätsgesetz. BerMNKl, Bd. 99, Heft 1, 1951.  (нем.)
- Brandt, Heinrich: Über Stammfaktoren bei ternären quadratischen Formen. Akademie Verlag, Berichte über die Verhandlungen der Sächsischen Akademie der Wissenschaften zu Leipzig. Mathematische-naturwissenschaftliche Klasse, Bd.100, Heft 1 1952.
- Brandt, Heinrich: Tabellen reduzierter positiver ternärer quadratischer Formen. Abhandlungen der Sächsischen Akademie der Wissenschaften zu Leipzig, Mathematisch-naturwissenschaftliche Klasses -- Bd. 45, Heft 4, Abhandlungen der Sächsischen Akademie der Wissenschaften zu Leipzig, Mathematisch-Naturwissenschaftliche Klasse -- Bd. 45, Heft 4. 1958.

## Печатные издания о Генрихе Брандте
- Martin Eichler: Heinrich Brandt. In: Math. Nachr. 13 (1955), S. 321–326.  (нем.)
- Henrik Eberle: Die Martin-Luther-Universität in der Zeit des Nationalsozialismus. Mdv, Halle 2002, ISBN 3-89812-150-X, S. 407.  (нем.)